# Kuroda Takuma
Takuma Kuroda (sinh ngày 18 tháng 2 năm 1992) là một cầu thủ bóng đá người Nhật Bản.

## Sự nghiệp câu lạc bộ
Takuma Kuroda đã từng chơi cho Renofa Yamaguchi FC và FC Kariya.